# Ben Best
Ben Best (Benjamin P. Best) – dyrektor generalny Cryonics Institute (Instytutu Krioniki), drugiej na świecie największej organizacji krionicznej. Zwolennik przedłużania życia, często cytowany w mediach, określany jako one of the most knowledgable activists in the cryonics field ("jeden z najbardziej zorientowanych aktywistów krionicznych").
Ben Best ukończył farmację na University of Louisiana at Monroe, fizykę i informatykę (BSc), oraz finanse (BBA) na Uniwersytecie Simona Frasera w Kolumbii Brytyjskiej w Kanadzie.

## Działalność w dziedzinie krioniki
W latach 1991–1999 Ben Best był przewodniczącym Cryonics Society of Canada (CSC, Kanadyjskiego Stowarzyszenia Krionicznego), założycielem jego strony internetowej, i wydawcą czasopisma Canadian Cryonics News (CCN, łączny nakład ok. 60 egzemplarzy) aż do ostatniego numeru na wiosnę 2000. Nadal pełni funkcję członka zarządu CSC. Best był też skarbnikiem w oddziale Mensy w Toronto.
W połowie lat 90. Ben Best, razem z innymi krionikami, wystąpił z Fundacji Alcor i przeszedł do CryoCare Foundation utworzonej pod koniec 1993 przez grupę niezadowolonych aktywistów Alcor. W marcu 1995 został sekretarzem CryoCare, a w 1999 na krótko prezesem, aby zapobiec upadkowi organizacji. Po zamknięciu CryoCare w 2000, głównie z powodu przerwania działalności jej krioprovidera (Biopreservation) w 1999, Best pomógł wynegocjować przeniesienie dwóch pacjentów CryoCare z ośrodka CryoSpan do Alcor.
W 2001 na życzenie ówczesnego Dyrektora Generalnego Paula Wakfera, Best został Dyrektorem Generalnym The Institute For Neural Cryobiology (INC, Instytutu Neuro Kriobiologii).
Ben Best pomógł w ukończeniu projektu Hippocampal Slice Cryopreservation Project (HSCP), rozpoczętego w 1998 w wyniku The Prometheus Project (Projektu Prometeusz), zapoczątkowanego przez Wakfera w 1996. HSCP, wspólne dzieło INC i Harbor-UCLA Research and Education Institute, miał na celu witryfikację fragmentów hipokampu w mózgu szczurów, ochłodzenie do -130 °C, ponowne ogrzanie i sprawdzenie ich żywotności. Rezultaty opublikowano w kwietniowym numerze czasopisma Cryobiology (Kriobiologia) z 2006.
We wrześniu 2003 Ben Best został Dyrektorem Generalnym Cryonics Institute (CI), zastępując Roberta Ettingera, który przewodził Instytutowi od jego założenia w 1976.
W 2007 Best wygłosił prelekcję Evidence that Cryonics may Work ("Dowody, że krionika może działać") na trzeciej konferencji SENS na Uniwersytecie w Cambridge w Anglii. Wystąpienie to opublikowało w 2008 czasopismo Rejuvenation Research pt. Scientific Justification for Cryonics Practice ("Naukowe podstawy procedur krioniki").
Ben Best jest autorem najpopularniejszego w internecie FAQ krioniki, które zastąpiło istniejące w latach 90. FAQ autorstwa Tima Freemana. Na stronie internetowej Bena Best znajdują się liczne naukowe i techniczne informacje dotyczące krioniki.

## Działalność w dziedzinie przedłużania życia
Ben Best działa w dziedzinie biogerontologii. Uczestniczy w akademickich konferencjach biogerontologii, dyskutował z Aubrey de Grey na forum internetowym SAGE KE. Jego monografia Mechanisms of Aging ("Mechanizmy starzenia się") została przedrukowana w Anti-Aging Clinical Protocols 2004-2005 wydawanych przez American Academy of Anti-Aging Medicine (A4M). Artykuł Bena Best Nuclear DNA damage as a direct cause of aging ("Uszkodzenia rdzenia DNA jako bezpośrednia przyczyna starzenia się") podważył opinię, jakoby uszkodzenia te miały znaczenie wyłącznie w wypadku raka.

## Publikacje
Ben Best napisał na swojej stronie http://www.benbest.com/ ponad 150 artykułów, począwszy od medycyny po historię i filozofię, m.in.:
- Przyczyny śmierci (Causes of Death) http://www.benbest.com/lifeext/causes.html
- Neurotransmitery mózgu (Brain Neurotransmitters) http://www.benbest.com/science/anatmind/anatmd10.html
- Mechanizmy starzenia się (Mechanisms of Aging) http://www.benbest.com/lifeext/aging.html
- Śmierć rakowa – przyczyny i zapobieganie (Cancer Death – Causes and Prevention) http://www.benbest.com/health/cancer.html
- Historia świąt Bożego Narodzenia (The History of Christmas) http://www.benbest.com/history/xmas.html